# 羅馬將軍列表
古羅馬將軍列表：(以名字首字母为排版)

## A
- Manius Acilius Glabrio (consul 67 BC)（英语：Manius Acilius Glabrio (consul 67 BC)）[1]
- Manius Acilius Glabrio (consul 191 BC)（英语：Manius Acilius Glabrio (consul 191 BC)）[2]
- Titus Aebutius Elva（英语：Titus Aebutius Elva）[3]
- Aegidius（英语：Aegidius）
- Lucius Aemilius Barbula（英语：Lucius Aemilius Barbula）
- 马尔库斯·埃米利乌斯·雷必达
- 卢基乌斯·埃米利乌斯·保卢斯·马其顿尼库斯
- Marcus Aemilius Scaurus (praetor 56 BC)（英语：Marcus Aemilius Scaurus (praetor 56 BC)）
- 马克·安东尼·奥雷托尔[4]
- Gaius Antonius（英语：Gaius Antonius）[5]
- 卢基乌斯·安东尼
- 馬克·安東尼·克里提庫斯[6]
- 马克·安东尼
- 马尼乌斯·阿基利乌斯 (前129年执政官)
- 阿里安
- Lucius Artorius Castus（英语：Lucius Artorius Castus）
- Gaius Asinius Pollio (consul 40 BC)（英语：Gaius Asinius Pollio (consul 40 BC)）
- Aulus Atilius Calatinus（英语：Aulus Atilius Calatinus）[7]
- 马尔库斯·阿蒂利乌斯·雷古鲁斯[8]
- Publius Attius Varus（英语：Publius Attius Varus）[9]
- Aureolus[10]
- Graltinus Maximus Aurelius

## B
- Lucius Cornelius Balbus (minor)（英语：Lucius Cornelius Balbus (minor)）——打敗Garamantes（英语：Garamantes）
- Barbatio（英语：Barbatio）
- Lucilius Bassus（英语：Lucilius Bassus）
- Publius Ventidius Bassus（英语：Publius Ventidius Bassus）
- Bonifacius（英语：Bonifacius）
- Bonosus (usurper)（英语：Bonosus (usurper)）
- 布鲁图·阿尔比努斯——在與Veneti（英语：Veneti (Gaul)）的戰爭中指揮凱撒的艦隊
- Decimus Junius Brutus Callaicus（英语：Decimus Junius Brutus Callaicus）——領導罗马军团征服西方伊比利亚半岛
- 马尔库斯·尤利乌斯·布鲁图斯

## C
- 昆圖斯·凱基利烏斯·梅特盧斯·馬其頓尼庫斯[11]
- 凯基纳·阿列安努斯
- Marcus Calpurnius Bibulus
- Gaius Calpurnius Piso (consul 67 BC)（英语：Gaius Calpurnius Piso (consul 67 BC)）
- Gaius Carrinas (praetor 82 BC)（英语：Gaius Carrinas (praetor 82 BC)）
- Gaius Carrinas (consul 43 BC)（英语：Gaius Carrinas (consul 43 BC)）
- 盖乌斯·卡西乌斯·朗基努斯
- 昆图斯·图利乌斯·西塞罗
- Gaius Julius Civilis（英语：Gaius Julius Civilis）
- Appius Claudius Caudex（英语：Appius Claudius Caudex）
- 马克卢斯
- 盖乌斯·克劳狄乌斯·尼禄
- Claudius Pompeianus（英语：Claudius Pompeianus）
- Publius Claudius Pulcher (consul 249 BC)（英语：Publius Claudius Pulcher (consul 249 BC)）
- Lucius Clodius Macer（英语：Lucius Clodius Macer）
- 格奈烏斯·多米提烏斯·科爾布羅
- 格奈烏斯·馬奇烏斯·科利奧蘭納斯
- 卢基乌斯·科尔内利乌斯·秦纳
- Gnaeus Cornelius Lentulus Clodianus（英语：Gnaeus Cornelius Lentulus Clodianus）
- Publius Cornelius Lentulus Spinther（英语：Publius Cornelius Lentulus Spinther）
- Lucius Cornelius Lentulus Crus（英语：Lucius Cornelius Lentulus Crus）
- 小西庇阿
- 大西庇阿
- 卢基乌斯·科尔内利乌斯·西庇阿·亚细亚提库斯
- 卢基乌斯·科尔内利乌斯·西庇阿·巴尔巴图斯
- Publius Cornelius Scipio Nasica（英语：Publius Cornelius Scipio Nasica (consul 191 BC)）[12]

## D
- 普布利烏斯·德西烏斯·穆斯——在阿斯庫路姆戰役戰皮洛士
- Publius Decius Mus (consul 340 BC)（英语：Publius Decius Mus (consul 340 BC)）——在萨莫奈战争榮獲禾草环
- Publius Decius Mus (consul 312 BC)（英语：Publius Decius Mus (consul 312 BC)）
- Dexippus
- Aulus Didius Gallus
- Titus Didius（英语：Titus Didius）
- Gnaeus Domitius Ahenobarbus (consul 32 BC)（英语：Gnaeus Domitius Ahenobarbus (consul 32 BC)）
- 格奈烏斯·多米提烏斯·阿赫諾巴爾比 (前122年執政官)
- Gnaeus Domitius Calvinus（英语：Gnaeus Domitius Calvinus）
- 尼禄·克劳狄·德鲁苏斯
- 德鲁苏斯·尤里乌斯·凯撒
- Gaius Duilius（英语：Gaius Duilius）

## F
- Quintus Fabius Maximus Rullianus（英语：Quintus Fabius Maximus Rullianus）——萨莫奈战争的英雄
- 费边·马克西姆斯[13]
- Fabius Valens（英语：Fabius Valens）
- 盖乌斯·弗拉米尼乌斯·尼波斯
- Gaius Flavius Fimbria（英语：Gaius Flavius Fimbria）
- Quintus Fufius Calenus（英语：Quintus Fufius Calenus）
- Fullofaudes（英语：Fullofaudes）
- 马尔库斯·弗尔维乌斯·弗拉库斯 (前125年执政官)
- Marcus Fulvius Flaccus (consul 264 BC)（英语：Marcus Fulvius Flaccus (consul 264 BC)）
- Quintus Fulvius Flaccus (consul 237 BC)（英语：Quintus Fulvius Flaccus (consul 237 BC)）
- Quintus Fulvius Flaccus (consul 179 BC)（英语：Quintus Fulvius Flaccus (consul 179 BC)）
- Marcus Fulvius Nobilior（英语：Marcus Fulvius Nobilior）
- 马库斯·福利乌斯·卡米卢斯
- 埃提乌斯
- Cornelius Fuscus（英语：Cornelius Fuscus）

## G
- 奥卢斯·加比尼乌斯[14]
- 蓋烏斯·尤利烏斯·凱撒 (民選官)
- Servius Sulpicius Galba (praetor 54 BC)（英语：Servius Sulpicius Galba (praetor 54 BC)）
- Cestius Gallus
- Lucius Gellius（英语：Lucius Gellius）
- Lucius Gellius Publicola（英语：Lucius Gellius Publicola）
- 日耳曼尼庫斯
- Gundobad（英语：Gundobad）
- Gaius Salvius Liberalis（英语：Gaius Salvius Liberalis (history)）

## H
- Gnaeus Hosidius Geta（英语：Gnaeus Hosidius Geta）——打敗Mauri（英语：Mauri people）首領Sabalus

## J
- Lucius Julius Caesar（英语：Lucius Julius Caesar (consul 90 BC)）
- 尤利烏斯·凱撒
- 卢修斯·尤尼乌斯·布鲁图斯——羅馬共和國的締造者

## L
- 提图斯·拉比埃努斯
- Gaius Laelius（英语：Gaius Laelius）
- Titus Larcius（英语：Titus Larcius）
- Marcus Aemilius Lepidus (consul 6)（英语：Marcus Aemilius Lepidus (consul 6)）
- 克拉苏·狄维斯·穆齐阿努斯
- 马库斯·李锡尼·克拉苏
- 卢基乌斯·李锡尼·卢库鲁斯
- Litorius（英语：Litorius）
- 卢库鲁斯
- Mucianus（英语：Mucianus）
- Quintus Ligarius（英语：Quintus Ligarius）
- Marcus Livius Salinator（英语：Marcus Livius Salinator）
- Marcus Lollius（英语：Marcus Lollius）
- Quintus Lollius Urbicus（英语：Quintus Lollius Urbicus）
- Lucius Caecilius Metellus Denter（英语：Lucius Caecilius Metellus Denter）
- Lucius Pinarius（英语：Lucius Pinarius）
- Gaius Lutatius Catulus
- 卡图鲁斯

## M
- Gnaeus Mallius Maximus（英语：Gnaeus Mallius Maximus）
- Titus Manlius Torquatus (consul 347 BC)（英语：Titus Manlius Torquatus (consul 347 BC)）
- Titus Manlius Torquatus (235 BC)（英语：Titus Manlius Torquatus (235 BC)）
- Lucius Manlius Vulso Longus（英语：Lucius Manlius Vulso Longus）
- Gaius Marcius Rutilus
- Marcius Turbo（英语：Marcius Turbo）
- 盖乌斯·马略——發起軍隊马略改革
- Gaius Marius the Younger（英语：Gaius Marius the Younger）
- 卢基乌斯·穆米乌斯
- Marcus Valerius Maximianus（英语：Marcus Valerius Maximianus）

## N
- 提比略·克勞狄烏斯·尼祿 (前42年民選官)——凯撒内战指揮凱撒艦隊
- Gaius Norbanus Flaccus（英语：Gaius Norbanus Flaccus）
- Gaius Norbanus（英语：Gaius Norbanus）

## O
- 蓋烏斯·屋大維——鎮壓图利奴隸叛亂
- Gnaeus Octavius（英语：Gnaeus Octavius (consul 87 BC)）
- 奥登纳图斯
- Lucius Opimius（英语：Lucius Opimius）
- Publius Ostorius Scapula（英语：Publius Ostorius Scapula） – responsible for the defeat and capture of Caratacus（英语：Caratacus）

## P
- Gnaeus Papirius Carbo（英语：Gnaeus Papirius Carbo）
- Lucius Papirius Cursor（英语：Lucius Papirius Cursor）
- Tiberius Claudius Paulinus（英语：Tiberius Claudius Paulinus）
- Marcus Perperna Vento（英语：Marcus Perperna Vento）
- Marcus Perperna（英语：Marcus Perperna (consul 130 BC)）
- Quintus Petillius Cerialis（英语：Quintus Petillius Cerialis）
- Publius Petronius Turpilianus（英语：Publius Petronius Turpilianus）
- Lucius Calpurnius Piso (consul 15 BC)（英语：Lucius Calpurnius Piso (consul 15 BC)）
- 奧魯斯·普勞提烏斯——領導了羅馬征服不列顛
- Gnaeus Pompeius（英语：Gnaeus Pompeius (son of Pompey the Great)）
- 格奈乌斯·庞培
- 塞克斯图斯·庞培
- Pompeius Strabo（英语：Pompeius Strabo）
- 蓬波尼乌斯·塞昆杜斯
- Marcus Popillius Laenas（英语：Marcus Popillius Laenas）
- Marcus Popillius Laenas (consul 173 BC)（英语：Marcus Popillius Laenas (consul 173 BC)）
- Lucius Postumius Albinus（英语：Lucius Postumius Albinus (consul 234 BC)）
- Marcus Antonius Primus（英语：Marcus Antonius Primus）
- Publius Cornelius Dolabella (consul 283 BC)（英语：Publius Cornelius Dolabella (consul 283 BC)）
- Marcus Pupius Piso Frugi Calpurnianus（英语：Marcus Pupius Piso Frugi Calpurnianus）

## Q
- Lusius Quietus（英语：Lusius Quietus）
- 辛辛纳图斯——一个獨裁者
- 瓦盧斯——在条顿堡森林战役受到Germanic（英语：Germanic tribes）的領導者阿米尼烏斯攻擊損失三個羅馬軍團和他自己的生命
- 提图斯·昆克修斯·弗拉米尼努斯
- Quintus Aemilius（英语：Quintus Aemilius）
- Quintus Pedius（英语：Quintus Pedius）

## R
- 李希梅尔
- Marcus Roscius Coelius（英语：Marcus Roscius Coelius）
- Publius Rutilius Lupus (consul 90 BC)（英语：Publius Rutilius Lupus (consul 90 BC)）
- Publius Rutilius Rufus（英语：Publius Rutilius Rufus）

## S
- Quintus Salvidienus Rufus（英语：Quintus Salvidienus Rufus）
- Gaius Scribonius Curio (consul 76 BC)（英语：Gaius Scribonius Curio (consul 76 BC)）
- Gaius Scribonius Curio (praetor 49 BC)（英语：Gaius Scribonius Curio (praetor 49 BC)）
- 塞扬努斯
- Tiberius Sempronius Gracchus (consul 238 BC)（英语：Tiberius Sempronius Gracchus (consul 238 BC)）
- Tiberius Sempronius Gracchus (consul 215 BC)（英语：Tiberius Sempronius Gracchus (consul 215 BC)）
- 提比略·格拉古 (老)
- Tiberius Sempronius Longus (consul 194 BC)（英语：Tiberius Sempronius Longus (consul 194 BC)）
- 提貝里烏斯·塞姆普羅尼烏斯·隆古斯 (西元前218年執政官)
- Marcus Sergius（英语：Marcus Sergius）
- 塞多留
- Gaius Servilius Ahala（英语：Gaius Servilius Ahala）
- Quintus Servilius Caepio (consul 106 BC)（英语：Quintus Servilius Caepio (consul 106 BC)）
- Gnaeus Servilius Geminus（英语：Gnaeus Servilius Geminus）
- Quintus Servilius Caepio (quaestor 103 BC)（英语：Quintus Servilius Caepio (quaestor 103 BC)）
- Sextus Julius Severus（英语：Sextus Julius Severus）
- 卢修斯·科尼利厄斯·西塞那
- Lucius Flavius Silva（英语：Lucius Flavius Silva）
- Gaius Sosius（英语：Gaius Sosius）
- Staurakios[15]
- 斯提里科
- Gaius Suetonius Paulinus（英语：Gaius Suetonius Paulinus）——镇压了布狄卡叛亂
- Publius Cornelius Sulla（英语：Publius Cornelius Sulla）
- 卢基乌斯·科尔内利乌斯·苏拉
- Publius Sulpicius Galba Maximus（英语：Publius Sulpicius Galba Maximus）——在第二次马其顿战争率領羅馬軍隊
- Servius Sulpicius Galba (consul 144 BC)（英语：Servius Sulpicius Galba (consul 144 BC)）
- Publius Sulpicius Rufus（英语：Publius Sulpicius Rufus）
- 夏克立乌斯
- Scipio
- Sextus Calpurnius Classicus (senator and general of Hadrian)

## T
- 马库斯·特伦提乌斯·瓦罗·卢库鲁斯[16]
- 盖乌斯·特雷恩蒂乌斯·瓦罗
- Titus Vinius（英语：Titus Vinius）
- Trebonius（英语：Trebonius）

## U
- Ursicinus (magister equitum)（英语：Ursicinus (magister equitum)）——受託鎮壓猶太人反抗（英语：Jewish revolt against Gallus）君士坦提烏斯·加盧斯（英语：Constantius Gallus）

## V
- Valens (usurper)（英语：Valens (usurper)）
- Marcus Valerius Corvus（英语：Marcus Valerius Corvus）[17]
- Gaius Valerius Flaccus (consul)（英语：Gaius Valerius Flaccus (consul)）
- Lucius Valerius Flaccus（英语：Lucius Valerius Flaccus (consul 195 BC)）
- Publius Valerius Laevinus（英语：Publius Valerius Laevinus）
- Marcus Valerius Laevinus（英语：Marcus Valerius Laevinus）
- Manius Valerius Maximus Corvinus Messalla（英语：Manius Valerius Maximus Corvinus Messalla）
- Marcus Valerius Messalla Corvinus（英语：Marcus Valerius Messalla Corvinus）
- Flavius Valila Theodosius（英语：Flavius Valila Theodosius）
- 瑪爾庫斯·維普撒尼烏斯·阿格里帕——繼尤利烏斯·凱撒後第二位渡過萊茵河的羅馬將軍

## 註
1. ↑  command of the war against 米特里達梯六世 of 本都王国
2. ↑  defeated the 塞琉古帝国 ruler 安条克三世 at the 溫泉關戰役 (前191年)
3. ↑  Battle of Lake Regillus, Roman victory over the 拉丁同盟
4. ↑  羅馬元老院 voted him a 凯旋式
5. ↑  entrusted with the defence of Illyricum against the 格奈乌斯·庞培
6. ↑  ordered to clear the Mediterranean Sea of piracy, but instead, plundered the provinces he was supposed to protect
7. ↑  first to lead an army outside of the Italian mainland
8. ↑  defeated and captured at the Battle of Tunis
9. ↑  fought and defeated Gaius Scribonius Curio
10. ↑  one of the so-called Thirty Tyrants
11. ↑  twice defeated 安德里斯库斯, self-proclaimed pretender to 馬其頓王國ian throne
12. ↑  defeated the 卢西坦人 at Ilipa, and subjugated the 波伊人
13. ↑  instigated his "费边战术" against Hannibal
14. ↑  successful campaign to restore 托勒密十二世
15. ↑  defeated the Sclaveni Slavs near 塞萨洛尼基
16. ↑  defeated the Bessi in 色雷斯
17. ↑  defeated successively the Gauls, the 沃尔西语s, the 萨莫奈, the 伊特拉斯坎文明 and the Marsians